# Epipactis palustris
Epipactis palustris (tên tiếng Anh: Marsh Helleborine) là một loài phong lan bản địa châu Âu và châu Á.

## Phân bố và môi trường sống
Châu Âu, bao gồm các quốc gia Vương quốc Anh và Địa Trung Hải, Thổ Nhĩ Kỳ, phía bắc Iraq, Kavkaz, phía bắc Iran, Tây và Đông Siberia và Trung Á. 
Loài này xuất hiện trong vùng sinh thái rừng hỗn hợp Sarmatic.
Epipactis palustris thường được tìm thấy ở vùng rừng ẩm và đồng cỏ, cũng như trong đầm lầy, quần lửng và đầm lầy. Nó thích chất nền vôi với độ pH cơ bản, lượng dinh dưỡng thấp và ẩm ướt trung bình.

## Hình ảnh

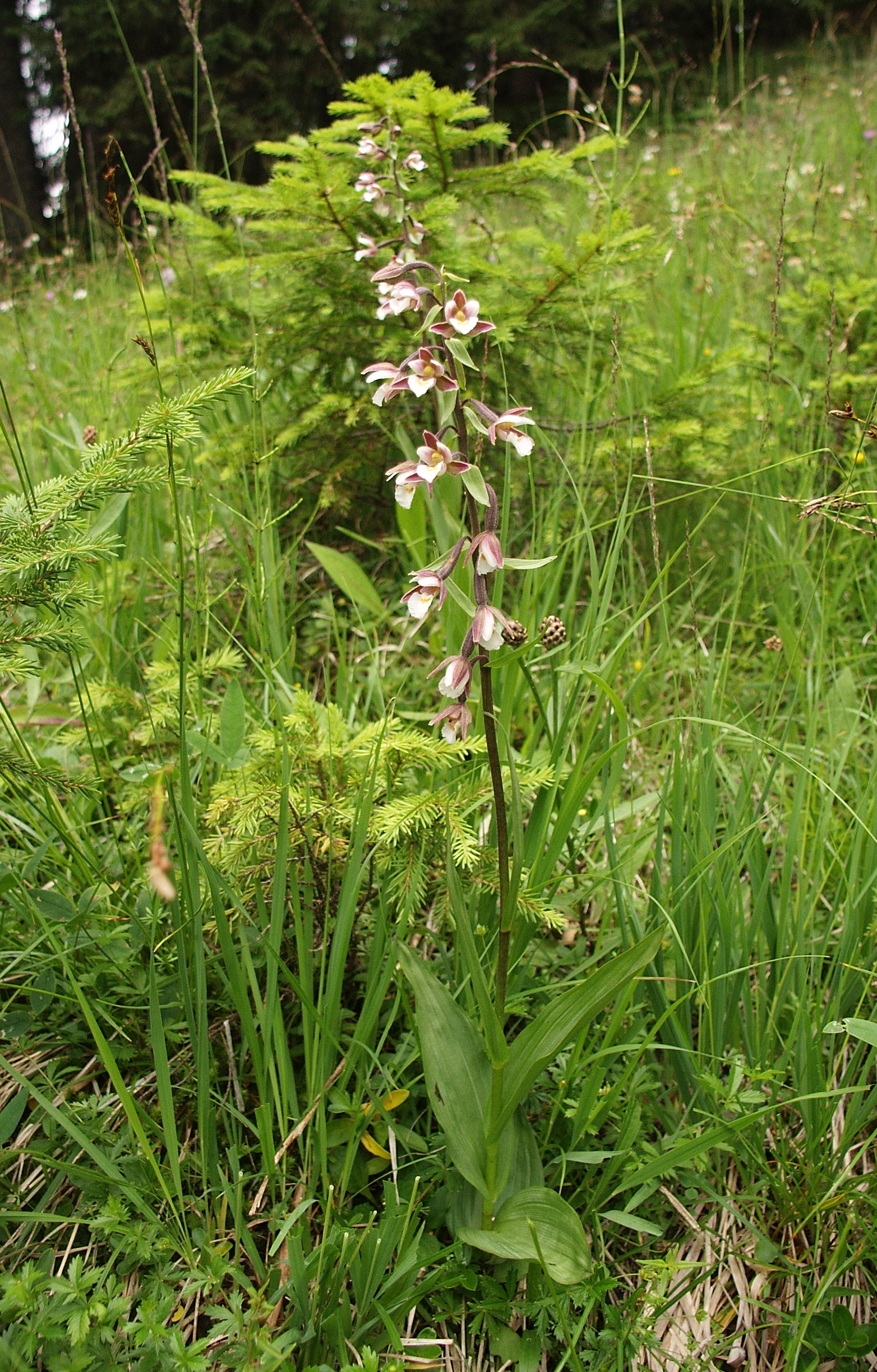
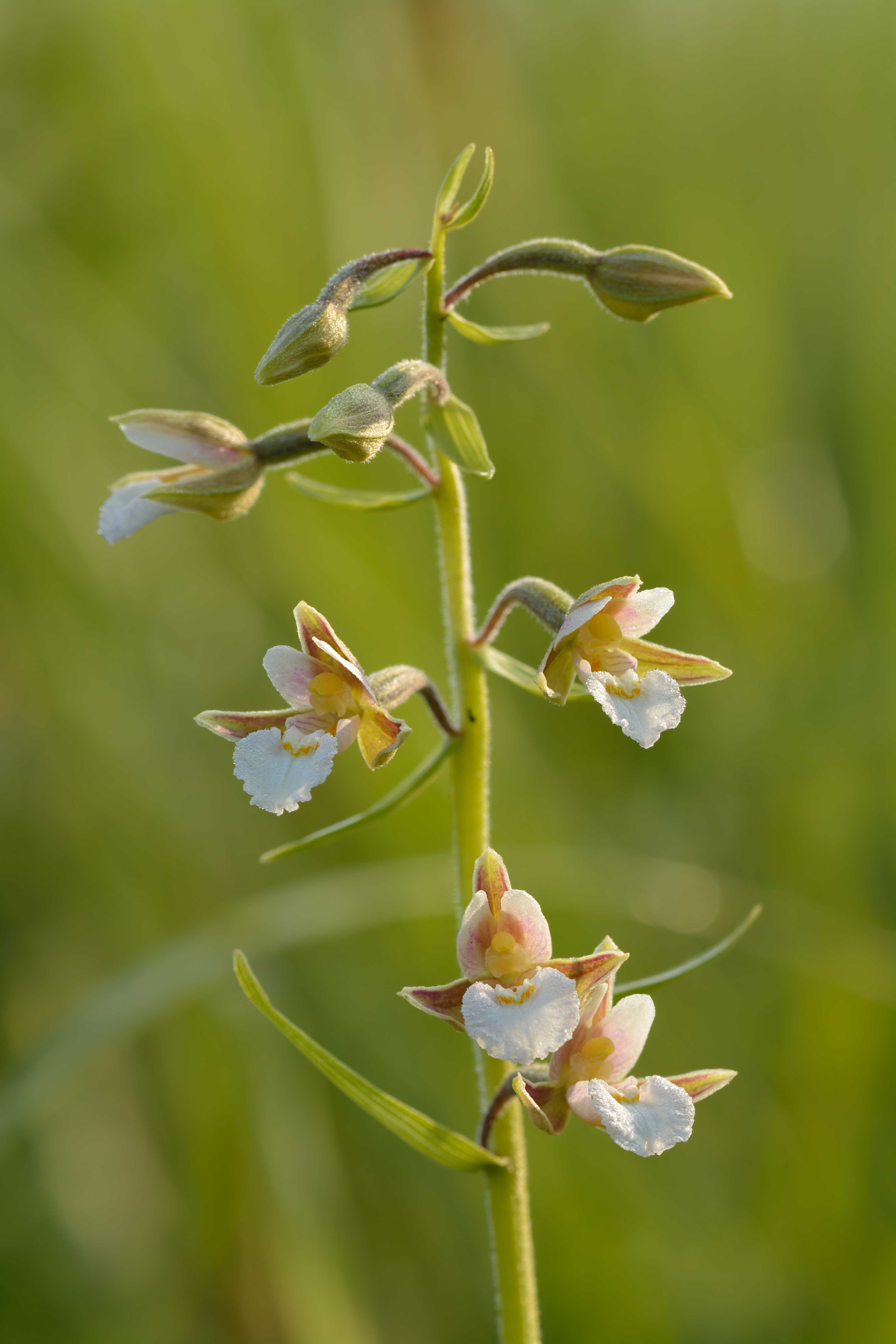
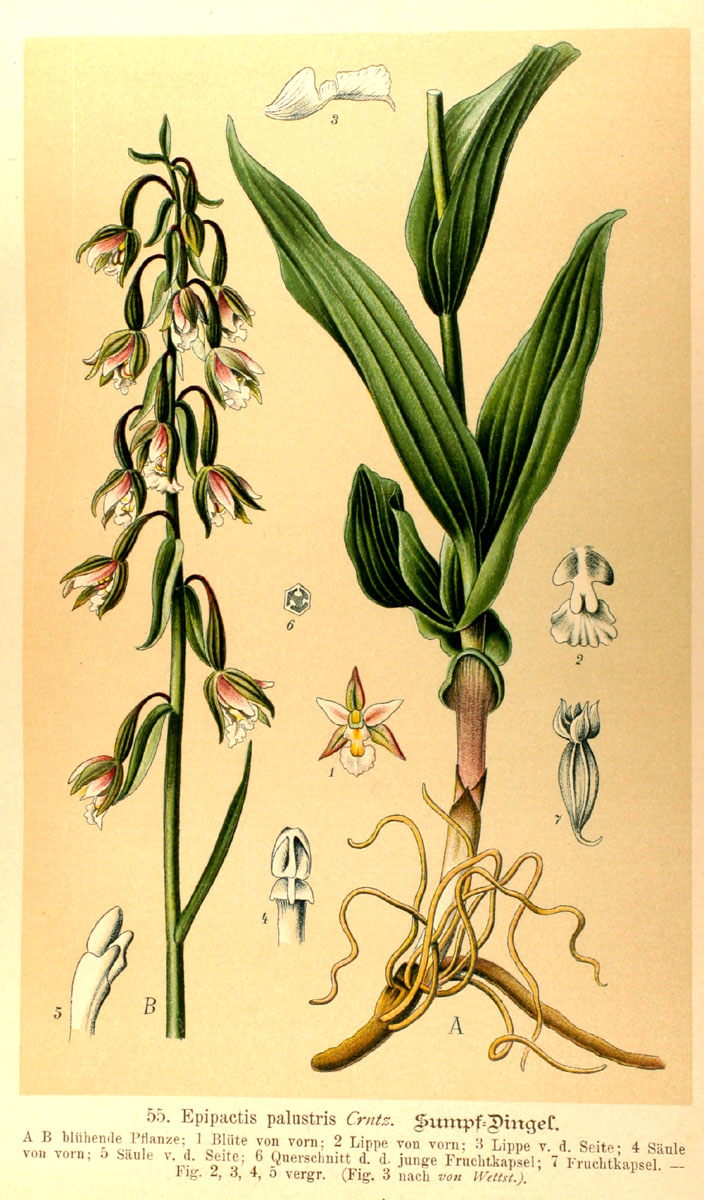
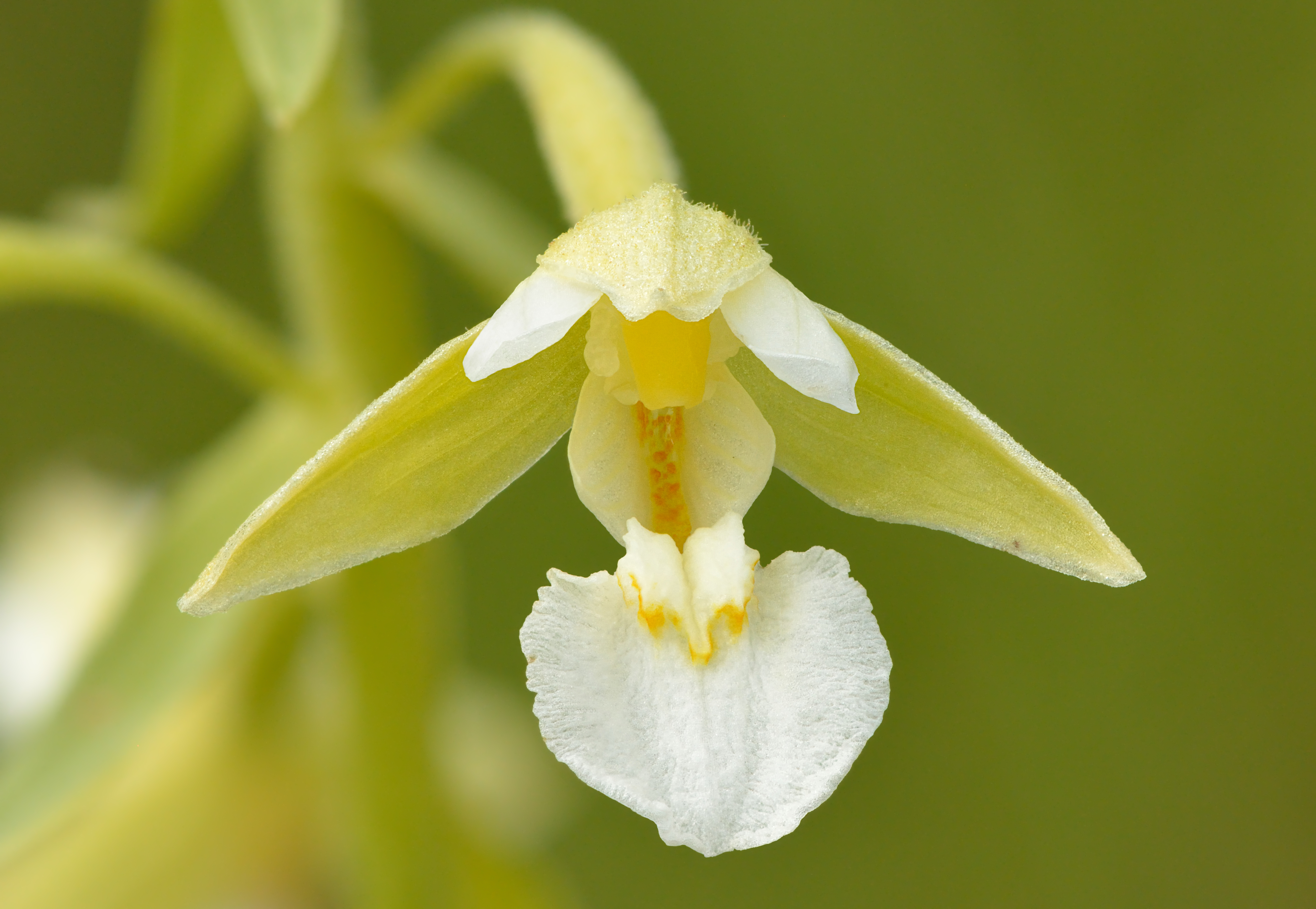